# فضل أباد (شهرستانة)
فضل أباد (بالفارسية: فضل‌آباد) هي قرية تقع في إيران في قسم شهرستانة الريفي. يقدر عدد سكانها بـ 95 نسمة بحسب إحصاء 2016.